# Jordan Pérez
Jordan López Pérez (* 13. November 1986 in Gibraltar) ist ein gibraltarischer Fußball- und Futsalspieler.

## Karriere

### Im Verein
Pérez startete seine Karriere auf Gibraltar beim College Cosmos FC, einem Verein aus der Winston Churchill Avenue. Im Sommer 2006 verließ er College Cosmos für den Start seiner Seniorenkarriere mit dem Lynx FC. Es folgten zwei Jahre für Lynx, bevor er sich 2008 dem Ligarivalen und Meister Manchester United anschloss. Bei Manchester wurde er zum Nationalspieler und spielte die nächsten fünf Jahre für den Verein, bevor er im Sommer 2013 zum Ligarivalen Lincoln Red Imps FC ging.

### International
Pérez absolvierte sein erstes offizielles FIFA-A-Länderspiel für die gibraltarische Fußballnationalmannschaft am 19. November 2013 im portugiesischen Faro gegen die Slowakei. Die Partie endete 0:0. Zuvor bestritt er bereits seit 2009 vier nicht offizielle FIFA-Länderspiele für Gibraltar.

## Futsalkarriere
Pérez gehört neben dem Fußball auch zur Futsalnationalmannschaft Gibraltars.

## Privates
Im Privatleben ist Pérez von Beruf Feuerwehrmann.